# Futbolniy Klub Krasnodar
Futbolniy Klub Krasnodar (em russo: ФК «Краснода́р» ) é um clube de futebol sediado em Krasnodar, na Rússia.
Disputou, pela primeira vez em sua curta história (foi fundado em 2008), a Primeira Divisão do Campeonato Russo, após a desistência repentina do Saturn, em 2011. Na temporada 2024-25, o clube conquista seu primeiro campeonato russo.

## Elenco atual
Legenda
 Última atualização: 9 de julho de 2025.
- : Capitão
- : Jogador suspenso
- : Jogador lesionado

## Títulos
- Premier League Russa: 2024-25

## Links
- Página em russo
- Página em inglês